# 축락

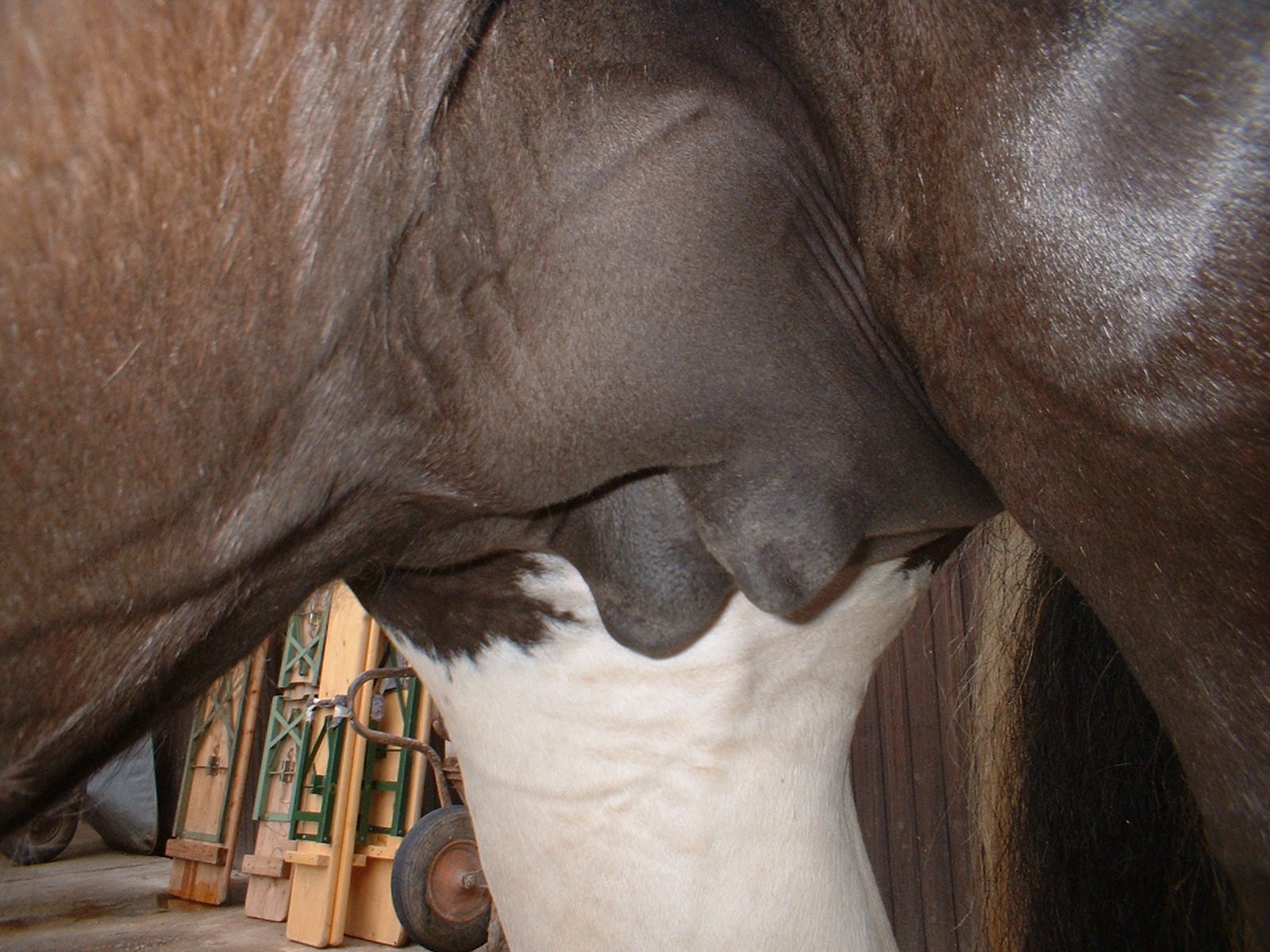
말의 축락

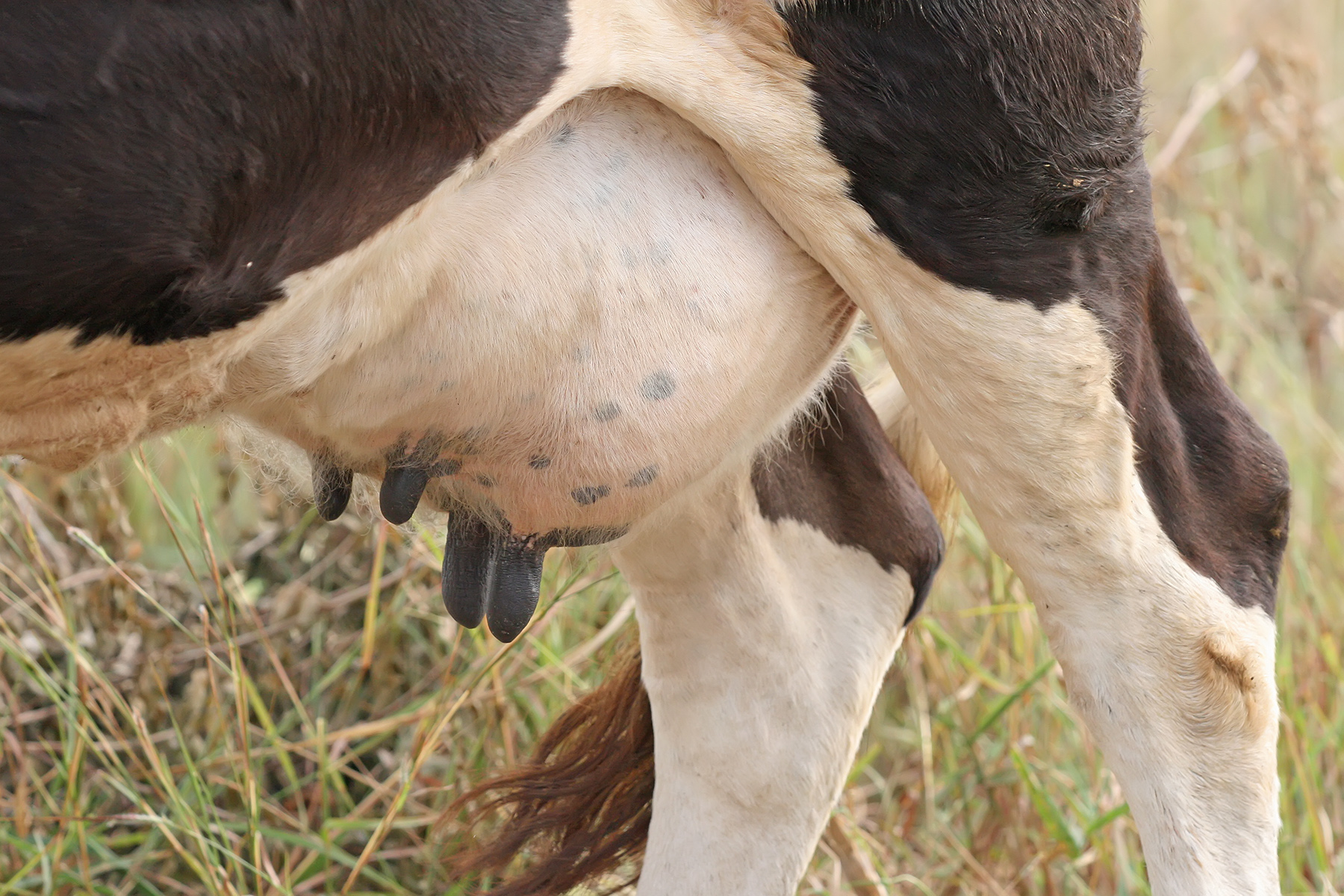
젖소의 축락

축락(畜酪)은 암소를 비롯하여 염소, 양 등 대형가축류의 수유기관(유방)을 가리킨다. 축락의 위생관리 및 돌보기는 젖을 짜는 데 있어 매우 중요하며 가축의 유방염을 예방하는 데도 도움을 준다.